# NGC 4109
NGC 4109 ist eine Spiralgalaxie vom Hubble-Typ Sa im Sternbild Jagdhunde am Nordsternhimmel. Sie ist schätzungsweise 316 Millionen Lichtjahre von der Milchstraße entfernt und hat einen Durchmesser von 65.000 Lichtjahren. Gemeinsam mit NGC 4111 bildet sie das optische Galaxienpaar Holm 333.

Im selben Himmelsareal befinden sich u. a. die Galaxien NGC 4117, NGC 4118, NGC 4138, NGC 4143.
Das Objekt wurde am 21. April 1851 von Bindon Blood Stoney entdeckt.